# بیچلندز، استرالیای غربی
بیچلندز (به انگلیسی: Beachlands) یک حومه شهر در استرالیا است که در استرالیای غربی واقع شده‌است.